# Te Amo, Que Mais Posso Dizer?
"Te Amo, Que Mais Posso Dizer?", mais conhecida por "Sem Você Não Viverei", é a canção de maior sucesso da carreira do cantor Ovelha. Ela é uma versão em português para a canção "More Than I Can Say", de Bobby Vee. Foi lançada em 1981 e logo depois estourou nas rádios. Naquele ano, as rádios do Brasil, atendendo a pedidos, tocaram milhares de vezes as duas músicas mais populares do ano, que foi "Melô do Piripipi", de Gretchen, e "Te Amo, Que Mais Posso Dizer?". Ficou quatro anos nas paradas de sucesso, vendeu 5 milhões de discos, e inclusive chegou a ser cantada em um vídeo viral em 2005 por Jeremias José do Nascimento junto ao repórter Givanildo Silveira.
Segundo o site O Som do Rádio, a música aparece na 41ª posição do ranking "Os 100 maiores sucessos da música brega dos anos 70 e imediações".
A dupla sertaneja Ricardo & Eduardo fez uma regravação desta música, que foi inclusa na trilha sonora da novela Rebelde.
Está presente no EP póstumo Decretos Reais, Vol. 1 de Marília Mendonça.